# Конісес (Нью-Йорк)
Конісес (англ. Conesus) — місто (англ. town) в США, в окрузі Лівінгстон штату Нью-Йорк. Населення — 2320 осіб (2020).

## Демографія
Згідно з переписом 2010 року, у місті мешкали 2473 особи в 991 домогосподарстві у складі 700 родин. Було 1257 помешкань
Расовий склад населення:
| - 97,9 % — білих - 0,4 % — корінних американців - 0,4 % — чорних або афроамериканців - 0,2 % — азіатів - 0,1 % — вихідців з тихоокеанських островів |

До двох чи більше рас належало 0,9 %. Частка іспаномовних становила 0,5 % від усіх жителів.
За віковим діапазоном населення розподілялося таким чином: 21,5 % — особи молодші 18 років, 66,3 % — особи у віці 18—64 років, 12,2 % — особи у віці 65 років та старші. Медіана віку мешканця становила 44,6 року. На 100 осіб жіночої статі у місті припадало 102,4 чоловіків;  на 100 жінок у віці від 18 років та старших — 103,8 чоловіків також старших 18 років.
Середній дохід на одне домашнє господарство  становив 80 516 доларів США (медіана — 68 295), а середній дохід на одну сім'ю — 97 183 долари (медіана — 83 333). Медіана доходів становила 52 935 доларів для чоловіків та 48 144 долари для жінок. За межею бідності перебувало 11,0 % осіб, у тому числі 13,2 % дітей у віці до 18 років та 3,8 % осіб у віці 65 років та старших.
Цивільне працевлаштоване населення становило 1364 особи. Основні галузі зайнятості: освіта, охорона здоров'я та соціальна допомога — 37,4 %, виробництво — 11,6 %, будівництво — 11,2 %.